# ليون دو بوا
ليون دو بوا هو عازف الأرغن وملحن بلجيكي، ولد في 10 يناير 1859 في بروكسل في بلجيكا، وتوفي في 19 نوفمبر 1935.

## روابط خارجية
- ليون دو بوا على موقع ميوزك برينز (الإنجليزية)